# Lupe Fuentes
Lupe Fuentes, pravim imenom Zuleydy Piedrahita Vergara (Santiago de Cali, Kolumbija, 27. siječnja 1987.), kolumbijska pornografska glumica, pjevačica i plesačica. Na početku pornografske karijere koristila je umjetničko ime Little Lupe.

## Životopis
Rodila se u Kolumbiji, a odrasla je u Madridu, Španjolska. U djetinjstvu je trenirala sinkronizirano plivanje, klasični balet i etno plesove. U srednjoj školi se počela baviti manekenstvom te je nakon odlaska u SAD uzela umjetničko ime Lupe. Godine 2007. otvorila je svoju internet stranicu sa sadržajem za odrasle. Dvije godine kasnije sklopila je ugovor s filmskom kompanijom za odrasle Teravision, a 2010. sklopila je ekskluzivni jednogodišnji ugovor s kompanijom Wicked Pictures. U međuvremenu je pokrenula vlastitu filmsku kompaniju, Lupe Fuentes Productions te je počela sama režirati i producirati pornografske filmove u kojima sudjeluje. Istovremeno, pojavljuje se kao pornografski model na brojnim internet stranicama za odrasle.

## Nagrade

### Osvojene nagrade
- F.A.M.E. Nagrada: Omiljena nova zvijezda (2010.)
- XFANZ Nagrada: Latino porno-zvijezda godine (2010.)

### Nominacije
- FICEB Nagrada u kategoriji Najbolja nova španjolska glumica – Posesió (2006.)
- Hot d'Or u kategoriji: Najbolja europska glumica - Zuleidy (2009.)
- AVN Nagrada u kategorji: Najbolja starleta na web stranici (2010.)
- NightMoves nominacija za najbolju novu zvijezdu (2010.)
- XBIZ nominacija za Žensku glumicu godine (2011.)
- XRCO Cream Dream nominacija (2011.)

## Vanjske poveznice
- Lupe Fuentes na Internet Movie Databaseu (engl.)